# Red Hat Linux
Red Hat Linux, creată de Red Hat, Inc., a fost una dintre cele mai populare distribuții de Linux. Deși adresată în mod egal începătorilor și avansaților, Red Hat Linux și-a găsit o audiență mai bună în rândul utilizatorilor cu nivel de cunoștințe peste medie.
Red Hat este, de asemenea, inventatorul sistemului de gestionare a pachetelor Red Hat Package Manager (RPM) în 1995 cu Red Hat Linux 2.0, preluat mai târziu de multe alte distribuții, cum ar fi SuSE, Mandriva și Yellow Dog.
În 2003, Red Hat a încetat să mai distribuie gratuit Red Hat Linux, donând distribuția proiectului Fedora și punând astfel bazele distribuției Fedora Core. Red Hat sponsorizează Fedora Core atât financiar cât și cu personal tehnic. Pe baza acesteia, Red Hat produce acum în regim comercial sistemele de operare Red Hat Enterprise Linux.

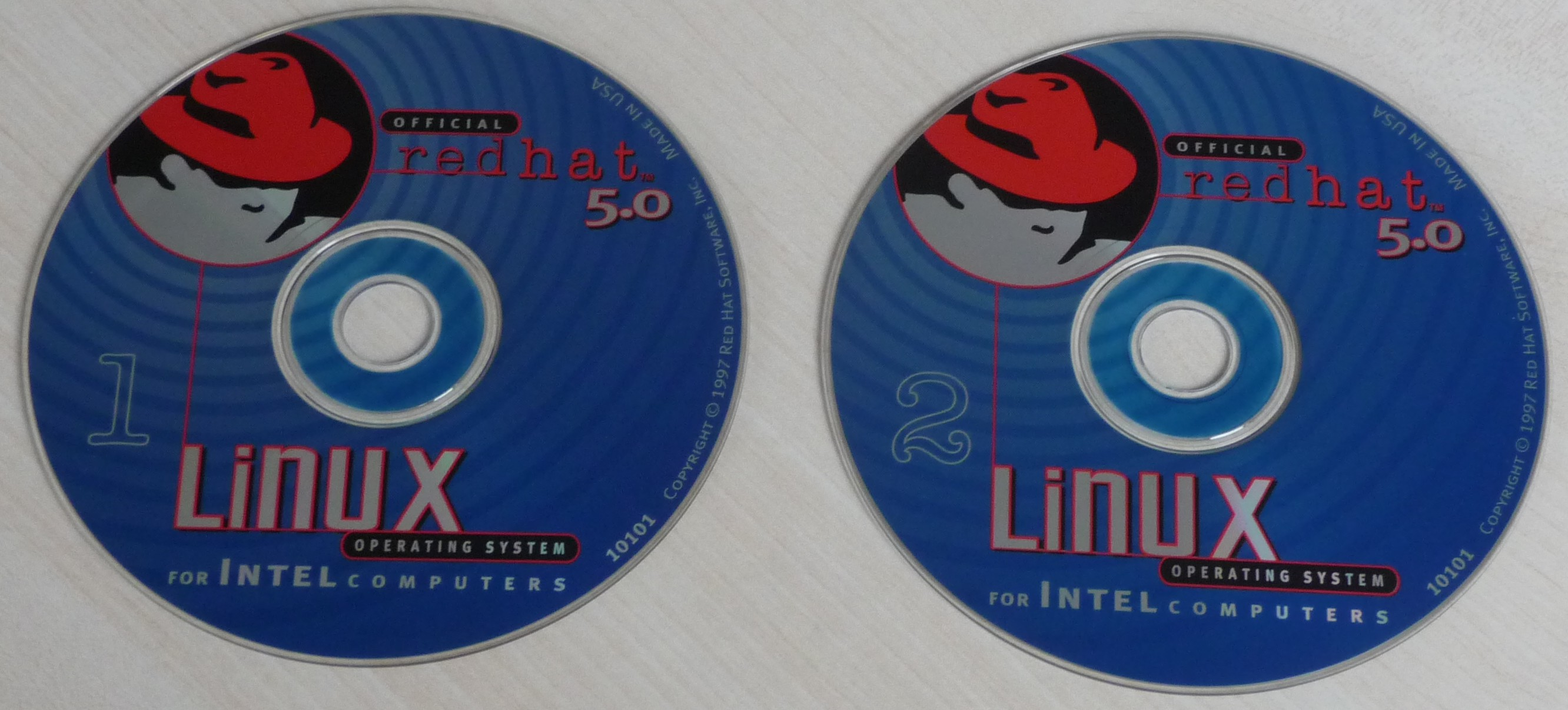
CDROM cu Red Hat 5.0

## Caracteristici speciale
Red Hat Linux vine cu un program de instalare numit Anaconda, care se dorește a fi simplu de folosit, chiar și pentru incepatori. Aceasta are, de asemanea un instrument pentru configurarea firewall-ului numit Lokkit.
În plus, de la versiunea 8.0 a distribuției Red Hat Linux, s-a mai adaugat suportul pentru codarea UTF-8 a fonturilor din sistem. Această modificare nu are efect asupra vorbitorilor de limbă engleza, dar este foarte importantă pentru internaționalizare si asigurarea suportului pentru alte limbi.
Red Hat a scos anumite programe din cauza drepturilor de autor si a brevetelor, cum ar fi suportul pentru formatul MP3 si citirea partițiilor cu sisteme de fișitere NTFS.

## Versiuni
- 1.0 (Mother's Day), 1994. 3 noiembrie.
- 1.1 (Mother's Day+0.1), 1995. 1 august.
- 2.0, 1995. 20 septembrie.
- 2.1, 1995. november 23.
- 3.0.3 (Picasso), 1996. 1 mai.
- 4.0 (Colgate), 1996. 8 octombrie.
- 4.1 (Vanderbilt), 1997. 3 februarie.
- 4.2 (Biltmore), 1997. 19 mai.
- 5.0 (Hurricane), 1997. 1 decembrie.
- 5.1 (Manhattan), 1998. 22 mai.
- 5.2 (Apollo), 1998. 2 noiembrie.
- 6.0 (Hedwig), 1999. 26 aprilie.
- 6.1 (Cartman), 1999. 4 octombrie.
- 6.2 (Zoot), 2000. 3 aprilie.
- 7 (Guinness), 2000. 25 septembrie.
- 7.1 (Seawolf), 2001. 16 aprilie.
- 7.2 (Enigma), 2001. 22 octombrie.
- 7.3 (Valhalla), 2002. 6 mai.
- 8.0 (Psyche), 2002. 30 septembrie.
- 9 (Shrike), 2003. 31 martie.